# Snöbarnens julsagor
Snöbarnens julsagor (norska: Snøbarnas juletime, finska: Joulun tähtitarinoita, danska: Snebørnenes juletime, isländska: Jólastund snjóbarnanna) är ett nordiskt TV-program som visades i Yle, DR, NRK och RÚV till julen 2022. Programmet består av sju animerade kortfilmer från de nordiska länderna Norge, Finland, Danmark och Island.
Programmet innehåller en ramberättelse om Snöbarnen som är producerad av Qvisten Animation i samarbete med isländska GunHil. Programmet är runt en timme långt. En tanke med programmet är att det ska kunna bli en ny jultradition i Norden och planeras bli ett fast inslag på de nordiska public service-kanalerna. Programmet är utformat så att det skulle kunna byggas ut allt eftersom.

## Innehåll och handling
Kung Vinters barn, Snöbarnen Gråstrumpa, Snöis, Rimfrostskägg, Snötäcke och Yrsnö, söker efter att trolla fram snö, frost och is över hela landet. Emellanåt tar de små pauser för att berätta olika historier i form av julrelaterade kortfilmer i olika animeringsstilar.
| Titel                        | Originaltitel              | Baserad på                          | Animerat av                               | Ursprungsland |
| ---------------------------- | -------------------------- | ----------------------------------- | ----------------------------------------- | ------------- |
| Då julen kom till Mumindalen | Joulu saapuu Muumilaaksoon | Granen av Tove Jansson              | Gigglebug Entertainment                   | Finland       |
| Rekordet                     | Rekorden                   | Flåklypa-böckerna av Kjell Aukrust  | Qvisten Animation                         | Norge         |
| Julskon                      | Jólaskórinn                | isländsk folksaga                   | GunHil                                    | Island        |
| Lilla Grodan                 | Lille Frø                  | Lilla grodan av Jakob Martin Strid  | Happy Flyfish                             | Danmark       |
| Den bästa gåvan              | Kaikkein paras lahja       | Tomtefars julklapp av Mauri Kunnas  | Anima Vitae                               | Finland       |
| Svinaherden                  | Svinedrengen               | Svinaherden av H.C. Andersen        | Fleng Entertainment                       | Danmark       |
| Räven och Tomten             | Reven og Nissen            | Räven och Tomten av Astrid Lindgren | Qvisten Animation Astrid Lindgren Company | Norge Sverige |

## Rollista
| Roll | Svensk röst      | Finsk röst       | Norsk röst      | Isländsk röst             | Dansk röst               |
| ---- | ---------------- | ---------------- | --------------- | ------------------------- | ------------------------ |
| Fina | Mirella Roininen | Mirella Roininen | Siri Skjeggedal | Julia Gudrun Lovisa Henje | Anna Frederikke Heerulff |

- Översättning – Jan Simonsson
- Svensk version producerad av –Iyuno-SDI Group
- Mixer – John Strandskov
- Inspelare – Nina Palmgren